# Новоанновка (Верхнеднепровский район)
Новоанновка (укр. Новоганнівка) — село,
Дмитровский сельский совет,
Верхнеднепровский район,
Днепропетровская область,
Украина.
Код КОАТУУ — 1221084108. Население по переписи 2001 года составляло 14 человек.

## Географическое положение
Село Новоанновка находится на автомобильной дороге Т-0423
на расстоянии в 1 км от сёл Мотроновка, Соколово и Радужное (Пятихатский район).
По селу протекает пересыхающий ручей с запрудой.